# Wukari
Wukari è una città della Repubblica Federale della Nigeria appartenente allo stato di Taraba.
È il capoluogo dell'omonima area a governo locale (local government area) che si estende su una superficie di 4.308 km² e conta una popolazione di 241.546 abitanti.